# Tobias Bjarneby
Tobias Bjarneby, född 30 mars 1974 i Stockholm, Sverige, är en svensk videospelskribent.
Mellan oktober 1991 och september 1994 arbetade Tobias Bjarneby på TV-spelstidningen Nintendo-Magasinet tillsammans med Gunnar Lindberg Årneby. Senare blev han chefredaktör och ansvarig utgivare för en annan svensk speltidning, Super Play (som fram till mars 1996 kallades "Super Power"), en position han innehade från starten i mars 1993 till och med nummer 106 i december 2004. Från 2006 var han chefredaktör för tidningen Level fram till att tidningen lades ned i slutet av 2018. Han har även skrivit om TV-spel för Aftonbladet, samt regisserat datorspelet 198X.
Tobias Bjarneby blev 2003 utsedd till (svenska) spelbranschens näst viktigaste skribent och branschens sjätte viktigaste "makthavare" av branschtidningen Manual. Han har genom sin karriär alltid talat sig varm för japanska rollspel, särskilt Final Fantasy-serien, och kan antas ha bidragit till att göra genren mer populär i Sverige.